# Hvitsark

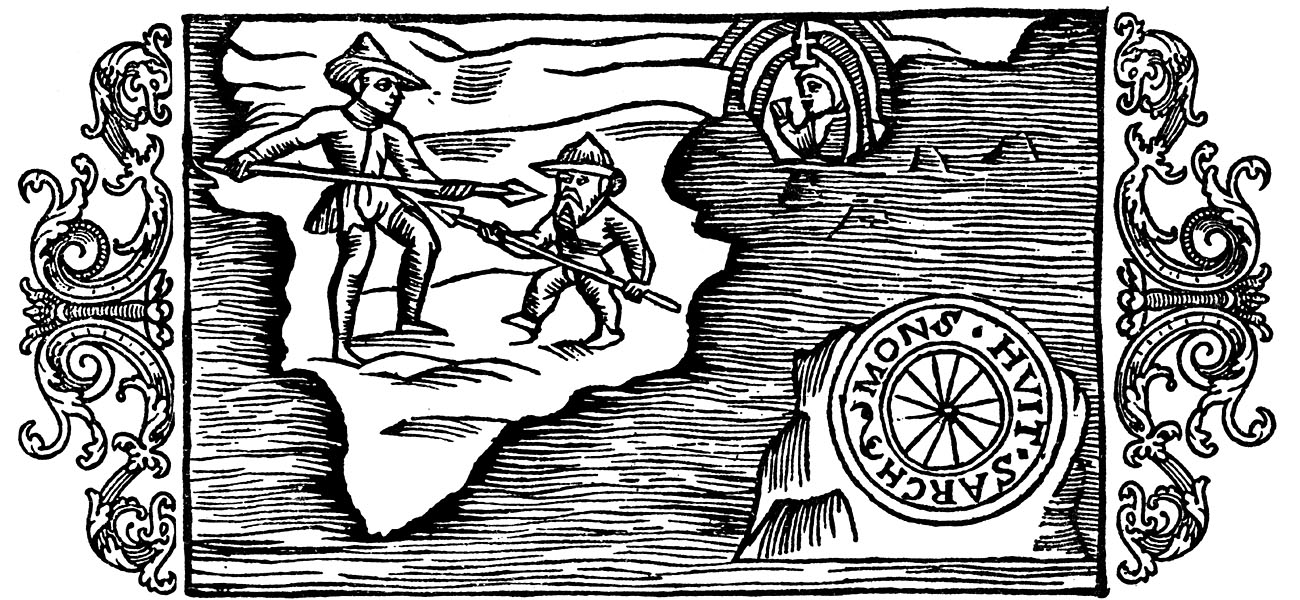
« Sur les nains du Groenland et l'île de Hvitsark », illustration de Historia de Gentibus Septentrionalibus, 1555.
L'île imaginaire est à droite, sous la représentation d'un compas.

Hvitsark est une île imaginaire, à l'est du Groenland. 
L'île est mentionnée par Olaus Magnus dans son ouvrage Historia de Gentibus Septentrionalibus... (1555).